# Roc Raset
El Roc Raset és una muntanya de 1.798 metres que es troba entre els municipis de Farrera i de Llavorsí, a la comarca del Pallars Sobirà.